# Посельское сельское поселение
Се́льское поселе́ние «Посельское» (бур. Поселиин hомон) — муниципальное образование в Бичурском районе Бурятии Российской Федерации.
Административный центр — село Поселье.

## История
Статус и границы сельского поселения установлены Законом Республики Бурятия от 31 декабря 2004 года № 985-III «Об установлении границ, образовании и наделении статусом муниципальных образований в Республике Бурятия»

## Население
| 2002  | 2011  | 2012  | 2013  | 2014  | 2015  | 2016  |
| ----- | ----- | ----- | ----- | ----- | ----- | ----- |
| 1097  | ↗1109 | ↘1081 | ↘1064 | ↘1060 | ↘1054 | ↘1051 |
| 2017  | 2018  | 2019  | 2020  | 2021  | 2023  | 2024  |
| ↘1043 | ↘1004 | ↘982  | ↘960  | ↘833  | ↘812  | ↘789  |

## Состав сельского поселения
| № | Населённый пункт | Тип населённого пункта       | Население |
| - | ---------------- | ---------------------------- | --------- |
| 1 | Поселье          | село, административный центр | ↘529      |
| 2 | Слобода          | село                         | ↗556      |
| 3 | Усть-Заган       | село                         | ↘32       |